# European Muslim Network
Das European Muslim Network („Netzwerk europäischer Muslime“; Abk. EMN) ist eine 2005 gegründete   muslimische Denkfabrik mit Sitz in der Brüsseler Vorstadt Uccle/Ukkel, der europäische muslimische Intellektuelle und Aktivisten vereint. Sein Gründer und Präsident ist Tariq Ramadan (mit der Landesangabe „England“), der Sohn von Said Ramadan. Seine Koordinatorin ist Malika Hamidi aus Belgien.
Zu den prominenten Mitgliedern des EMN zählt Ahmet Alibašić, ein Vertreter des Islams in Bosnien und Herzegowina, der Direktor der Zweigstelle der sich als Think Tank der Muslimbrüder verstehenden US-amerikanisch-muslimischen Denkfabrik International Institute of Islamic Thought (IIIT; ‚Internationales Institut für Islamisches Denken‘) in Sarajevo.

Das EMN ruft die Muslime dazu auf, 

„to realize their responsibility and participate in the construction of an Islam in Europe that is modern, defiant, reflective and self-conscious, for the benefit of the European society at large and in the interest of the Muslim communities in Europe in particular. / dt. ihre Verantwortung zu erkennen und sich am Aufbau eines Islams in Europa zu beteiligen, der modern, trotzig, reflektierend und selbstbewusst ist, zum Wohle der europäischen Gesellschaft im allgemeinen und im Interesse der muslimischen Gemeinschaften in Europa im besonderen.“

Zu deutschen Mitgliedern des Teams zählen Sabiha Erbakan-El-Zayat als Gründungsmitglied  und ihr Ehemann Ibrahim El-Zayat, der Geschäftsmann und Funktionär islamischer Organisationen in Europa; ebenfalls Mohammed Belal El-Mogaddedi und Nezar Mahmoud.

## Team (Auswahl)

### England
- Tariq Ramadan (Präsident)

### Deutschland
- Ibrahim El-Zayat
- Sabiha Erbakan-El-Zayat
- Nezar Mahmoud
- Mohammed Belal El-Mogaddedi
- Hajer Dhahri

### Belgien
- Malika Hamidi[7]
- Abdelmajid Mhauchi
- Ahmed Bouziane
- Farid Meziani
- Naima Lafrarchi
- Sarah Vaux
- Nora El youssoufi

### Schweiz
- Lucia Dahlab